# Filmtrilogin om Härskarringen
Filmtrilogin om Härskarringen är en serie fantasyfilmer regisserade av Peter Jackson som omfattar filmerna Sagan om ringen (2001), Sagan om de två tornen (2002) och Sagan om konungens återkomst (2003). Filmatiseringarna är baserade på J.R.R Tolkiens roman Sagan om ringen.
Filmerna utspelar sig i den fiktiva världen Midgård, och kretsar kring hoben Frodo Bagger och hans följeslagare vars uppdrag är att förstöra Den enda ringen i lågorna i Mordor, där den en gång skapades.

## Från bok till film
Regissören Peter Jackson kom för första gången i kontakt med Sagan om Ringen när han såg Ralph Bakshis animerade film Sagan om ringen från 1978. Jackson "gillade filmen och ville veta mer". Han läste efteråt en utgåva av boken som använde material från filmen under en tolv timmar lång tågfärd från Wellington till Auckland när han var sjutton år gammal.
Under 1995 när Jackson slutförde filmen The Frighteners och övervägde att ta sig an Sagan om Ringen som ett nytt projekt, funderade han samtidigt över "varför ingen annan gjorde något åt saken". Med de nya framstegen inom datoranimeringen i spåren av premiären av Jurassic Park började Jackson planera för en fantasy-film som skulle vara relativt seriös och kännas äkta. I oktober samma år gick han och partnern Fran Walsh ihop med Miramax Films chef Harvey Weinstein för att förhandla med Saul Zaentz som hade hållit i filmrättigheterna för böckerna sedan tidigt 1970-tal, där de lade fram ett förslag om en bearbetning av Hobbiten och två filmer baserade på Sagan om Ringen. Förhandlingarna strandade efter att Universal Studios erbjöd Jackson en remake av King Kong. Weinstein blev rasande, och ytterligare problem uppstod när det visade sig att Zaentz inte hade distributionsrättigheterna till Hobbiten, vilket istället United Artists hade. I april 1996 hade rättighetsfrågan ännu inte blivit löst. Jackson beslöt sig för att arbeta med King Kong innan han fortsatte med Sagan om Ringen, vilket föranledde Universal att ingå avtal med Miramax om att ta emot utländska inkomster från Sagan om Ringen medan Miramax skulle få de internationella intäkterna från King Kong. Det avslöjades även att Jackson från början ville slutföra King Kong innan han började med Sagan om Ringen. På grund av problem med att hitta inspelningsplatser, valde han dock istället att börja med Sagan om Ringen-franchisen.
När Universal valde att lägga ner projektet med King Kong 1997 fick Jackson och Walsh genast stöd från Weinstein och började en sex veckor lång process om att reda ut de rättigheter som behövdes för att dra igång projektet. Jackson och Walsh bad Costa Botes att skriva en kort synopsis av boken och började sedan läsa igenom böckerna på nytt. Två-tre månader senare hade de skrivit färdigt sitt utkast. Den första filmen skulle ha handlat om det som senare skulle bli Sagan om Ringen, Sagan om de två tornen, samt början av Sagan om konungens återkomst, där handlingen skulle sluta med Sarumans död och Gandalf och Pippins resa till Minas Tirith. I detta utkast besökte Gwaihir och Gandalf Edoras efter att ha flytt från Saruman, Gollum attackerade Frodo när brödraskapet fortfarande var enat, samt att Bonden Maggot, Glorfindel, Radagast, Elladan och Elrohir var närvarande i handlingen. Bilbo deltog i Elronds råd, Sam tittade in i Galadriels spegel, Saruman blev förlåten före sin död och Nazgûl tog sig precis in i Domedagsberget innan de föll. De presenterade sitt utkast för Harvey och Bob Weinstein; de fokuserade på att övertyga den senare då han inte hade läst böckerna. De kom överens om filmerna och en total budget på 75 miljoner US-dollar.

I mitten av 1997 började Jackson och Walsh skriva tillsammans med Stephen Sinclair. Sinclairs partner Philippa Boyens var ett stort fan av böckerna och gick med i manusgruppen efter att ha läst utkastet. Det tog mellan tretton och fjorton månader att skriva de båda filmernas manus, som var på 147 respektive 144 sidor. Sinclair lämnade projektet på grund av ett teaterjobb. Bland deras revideringar återfanns bland annat att Sam blir tagen på bar gärning efter att ha tjuvlyssnat på samtalet mellan Gandalf och Frodo, vilket resulterar i att han tvingas att följa med Frodo, istället för som i boken där Sam, Merry, och Pippin själva räknar ut det hela om den Enda ringen och frivilligt följer efter och konfronterar Frodo om detta. Gandalfs berättelse om sin tid vid Orthanc togs bort ur en flashback, Lothlórien klipptes bort och scenerna med Galadriel fördes över till Vattnadal. Denethor deltog i rådet med sin son. Andra förändringar som gjordes var bland annat att Arwen räddade Frodo och actionsekvensen med trollet. Arwen skulle även döda Häxmästaren.
Problem uppstod dock när Marty Katz sändes till Nya Zeeland. Efter att ha tillbringat fyra månader där nere berättade han för Miramax att filmerna skulle kosta uppemot 150 miljoner dollar. I och med att Miramax var oförmögna att finansiera detta, samt att man redan spenderat 15 miljoner dollar, beslöt sig de för att slå ihop de båda filmerna till en. Den 17 juni 1998 presenterade Bob Weinstein ett utkast för en två-timmars filmversion av boken. Han föreslog att man klippte bort Bri och Slaget om Hornborgen, "förlora eller använda" Saruman, införliva Rohan och Gondor med att låta Éowyn bli Boromirs syster, korta ner Vattnadal och Moria samt låta Enterna förhindra att Uruk-hai kidnappar Merry och Pippin. Upprörd över förslagen att "ta bort hälften av de bästa sakerna" backade Jackson, och Miramax förklarade att alla manus eller arbeten slutförda av Weta Workshop var deras. Jackson besökte sedan andra producenter i Hollywood i fyra veckor och visade en trettiofem minuter lång video om deras arbete, innan han träffade New Line Cinemas Mark Ordesky. Hos New Line Cinema tittade Robert Shaye på videon, och frågade sedan varför de skulle göra två filmer när boken publicerades i tre volymer, och ville således producera en trilogi. Därför blev Jackson, Walsh och Boyens tvungna att skriva tre nya manus.
Till följd av förlängningen från två till tre filmer fick Jackson, Walsh och Boyens en bredare och kreativ frihet, även om de var tvungna att strukturera om sina manus. De tre filmerna överensstämmer inte exakt med trilogins tre volymer. Jackson tog en mer kronologisk ordning av historien än vad Tolkien gjorde. Frodos resa är huvudfokus, och Aragorns historia kommer därefter, samt att flera sekvenser (som till exempel Tom Bombadil och kapitlet "Fylke rensas") som inte direkt tillförde något till dessa två handlingar lämnades utanför. Mycket arbete lades på att skapa tillfredsställande filmiska grepp för att se till att långa dialoger inte tyngde ner filmens flöde. Bland dessa nya sekvenser fanns det tillägg på element som Tolkien höll tvetydigt, som till exempel slagen och monstren. Under filminspelningen fortsatte manusen att utvecklas, delvis på grund av bidrag från skådespelarna som ville utforska sina roller ytterligare. Det mest noterbara bland dessa redigeringar var karaktären Arwen som från början var planerad att vara en krigarprinsessa, men senare återgick till sin motsvarighet i boken, som förblir fysiskt inaktiv i berättelsen (dock ger hon moral och militärt stöd).
För att utveckla strids- och svärdskoreografin för trilogin valde filmskaparna att anlita Hollywoods svärdsmästare Bob Anderson. Anderson arbetade direkt med talangerna, däribland Viggo Mortensen och Karl Urban, för att utveckla filmernas flera svärdsstrider och stunts. Bob Andersons roll i serien om Sagan om Ringen uppmärksammades i filmen Reclaiming the Blade. Denna dokumentär om svärdsmannaskap inkluderade även Weta Workshop och Richard Taylor, illustratören John Howe samt skådespelarna Viggo Mortensen och Karl Urban. Samtliga diskuterade sina roller och hur de arbetade i förhållande till svärdet.

## Produktionsdesign

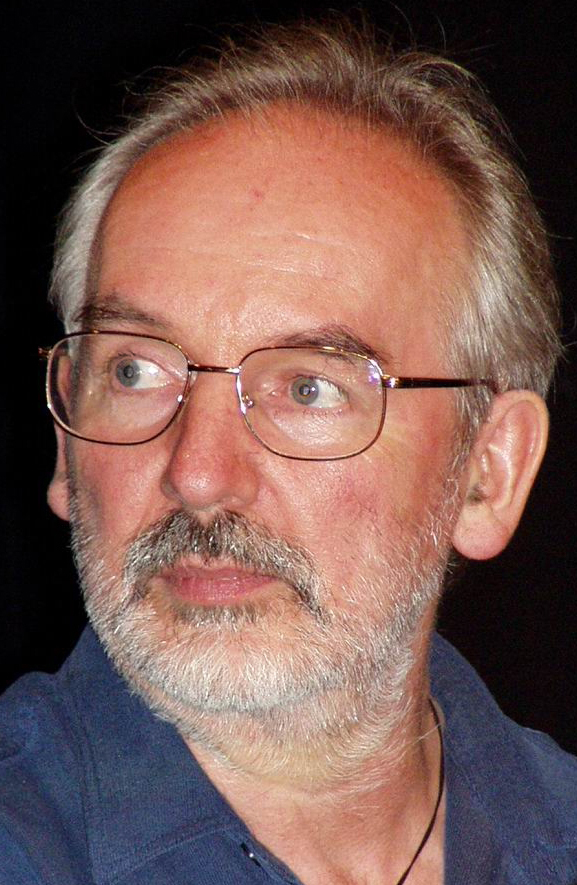
Alan Lee vid Worldcon 2005 i Glasgow, augusti 2005.

Jackson började arbeta med storyboards för filmserien med Christian Rivers i augusti 1997 och tilldelade samtidigt sina medarbetare uppdraget att börja designa Midgård. Jackson anlitade sin samarbetspartner sedan lång tid tillbaka, Richard Taylor, för att leda Weta Workshop för fem stora designelement: rustningar, vapen, proteser/smink, varelser och miniatyrer. I november 1997 gick Tolkien-illustratörerna Alan Lee och John Howe med i projektet. Det mesta av designerna och miljöerna i filmerna är baserade på flera av deras illustrationer. Produktionsdesignern Grant Major fick uppdraget att omvandla deras designer till arkitektur och tillverkade modeller av kulisserna, medan Dan Hennah arbetade som art director och letade efter inspelningsplatser och organiserade byggandet av kulisserna.
Jacksons vision av Midgård beskrevs av Randy Cook som en kreation där "Ray Harryhausen möter David Lean". Jackson ville ha en känsla av skitig realism och historisk hänsyn till fantasin, och försökte göra världen rationell och trovärdig. Ett exempel på detta var att den nyzeeländska armén hjälpte till med att bygga Hobsala månaderna innan filmningen startade så att växterna kunde få växa till sig. Varelserna designades så att de var biologiskt trovärdiga, som till exempel de enorma vingarna på Vingbestarna, för att de skulle kunna flyga. Totalt sett tillverkades 48000 bitar rustning, 500 bågar och 10000 pilar av Weta Workshop. De tillverkade även flera proteser, som till exempel 1800 par hobbitfötter för huvudrollerna, flera öron, näsor och huvuden åt skådespelarna, samt omkring 19000 kostymer som vävdes och åldrades. All rekvisita designades speciellt av filmernas Art Department, där man tog hänsyn till de olika skalor som behövdes i produktionen.

## Inspelning

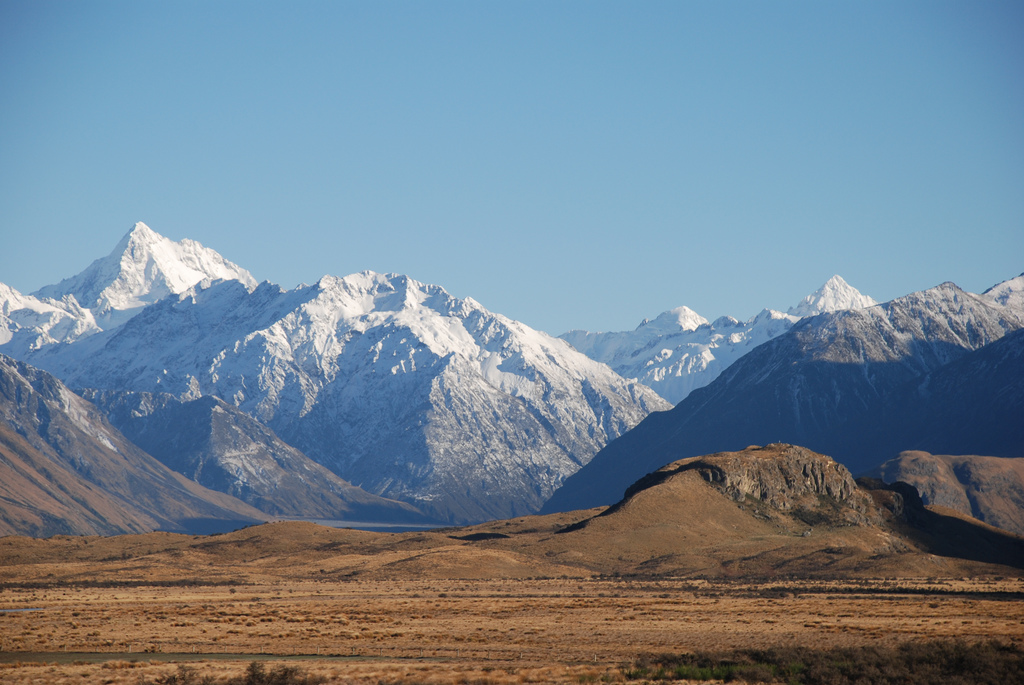
Mount Sunday i Nya Zeeland fick ge plats åt staden Edoras, som placerades på åsen till höger i förgrunden.

Den huvudsakliga inspelningen av alla tre filmer ägde rum på olika platser i Nya Zeeland mellan den 11 oktober 1999 och 22 december 2000, en period på 274 dagar. Kompletterande inspelningar utfördes sedan mellan 2001 och 2004. Sammanlagt spelades filmerna in på 150 olika platser med sju olika filmteam, däribland i studion i Wellington och Queenstown.
Samtidigt som Jackson regisserade hela produktionen hade han olika enhetsregissörer till sin hjälp, däribland John Mahaffie, Geoff Murphy, Fran Walsh, Barrie Osbourne och Rick Porras. Jackson övervakade dessa enheter via satellitlänkar som sände live; det ökande trycket på konstanta ändringar i manusen samt de olika enheternas tolkningar av hans tänkta resultat innebar att han enbart sov fyra timmar varje natt. Då vissa platser låg på långt avstånd från närmaste stad tog produktionsteamet för säkerhets skull med sig överlevnadsutrustning utifall helikoptrarna inte kunde nå platserna för att ta dem hem i tid.
Den nyzeeländska Institutionen för kulturvård kritiserades för att de tillät filminspelningar i nationalparker utan tillräcklig hänsyn på de negativa miljöeffekterna och utan att underrätta allmänheten. De negativa effekterna av inspelningarna av stridsscenerna i Tongariro National Park innebar att parken senare behövde restaureras.

## Skådespelare
Nedan följer en tabell över skådespelare som medverkade i filmerna. Beteckningen (r) visar att skådespelaren bara har lånat sin röst till karaktären i fråga.
| Karaktär                 | Film                                       | Film                          | Film                                |
| Karaktär                 | Sagan om ringen (2001)                     | Sagan om de två tornen (2002) | Sagan om konungens återkomst (2003) |
| Brödraskapet             | Brödraskapet                               | Brödraskapet                  | Brödraskapet                        |
| ------------------------ | ------------------------------------------ | ----------------------------- | ----------------------------------- |
| Aragorn                  | Viggo Mortensen                            | Viggo Mortensen               | Viggo Mortensen                     |
| Boromir                  | Sean Bean                                  | Sean Bean                     | Sean Bean                           |
| Frodo Bagger             | Elijah Wood                                | Elijah Wood                   | Elijah Wood                         |
| Meriadoc ‘Merry’ Vinbock | Dominic Monaghan                           | Dominic Monaghan              | Dominic Monaghan                    |
| Sam Gamgi                | Sean Astin                                 | Sean Astin                    | Sean Astin                          |
| Gandalf                  | Ian McKellen                               | Ian McKellen                  | Ian McKellen                        |
| Gimli                    | John Rhys-Davies                           | John Rhys-Davies              | John Rhys-Davies                    |
| Legolas                  | Orlando Bloom                              | Orlando Bloom                 | Orlando Bloom                       |
| Peregrin ‘Pippin’ Took   | Billy Boyd                                 | Billy Boyd                    | Billy Boyd                          |
| Fylke och Bri            |                                            |                               |                                     |
| Bilbo Baggins            | Ian Holm                                   |                               | Ian Holm                            |
| Fru Bracegirdle          | Lori Dungey                                |                               |                                     |
| Barliman Smörblomma      | David Weatherley                           |                               |                                     |
| Rosie Kattun             | Sarah McLeod                               |                               | Sarah McLeod                        |
| Gaffer Gamgi             | Norman Forsey                              |                               |                                     |
| Elanor Gamgi             |                                            |                               | Alexandra Astin                     |
| Bris portvaktare         | Martyn Sanderson                           |                               |                                     |
| Everard Storfoot         | Noel Appleby                               |                               | Noel Appleby                        |
| Fru Storfoot             | Megan Edwards                              |                               |                                     |
| Ted Sandiman             | Brian Sergent                              |                               |                                     |
| Vattnadal och Lothlorien |                                            |                               |                                     |
| Arwen                    | Liv Tyler                                  | Liv Tyler                     | Liv Tyler                           |
| Celeborn                 | Marton Csokas                              |                               | Marton Csokas                       |
| Elrond                   | Hugo Weaving                               | Hugo Weaving                  | Hugo Weaving                        |
| Galadriel                | Cate Blanchett                             | Cate Blanchett                | Cate Blanchett                      |
| Haldir                   | Craig Parker                               | Craig Parker                  |                                     |
| Rúmil                    | Jørn Benzon                                |                               |                                     |
| Rohan och Gondor         |                                            |                               |                                     |
| Damrod                   |                                            |                               | Alistair Browning                   |
| Denethor                 |                                            | John Noble                    | John Noble                          |
| Éomer                    |                                            | Karl Urban                    | Karl Urban                          |
| Éothain                  |                                            | Sam Comery                    |                                     |
| Éowyn                    |                                            | Miranda Otto                  | Miranda Otto                        |
| Faramir                  |                                            | David Wenham                  | David Wenham                        |
| Freda                    |                                            | Olivia Tennet                 |                                     |
| Gamling                  |                                            | Bruce Hopkins                 | Bruce Hopkins                       |
| Grimbold                 |                                            |                               | Bruce Phillips                      |
| Háma                     |                                            | John Leigh                    |                                     |
| Haleth                   |                                            | Calum Gittins                 |                                     |
| Iorlas                   |                                            |                               | Ian Hughes                          |
| King of the Dead         |                                            |                               | Paul Norell                         |
| Madril                   |                                            | John Bach                     | John Bach                           |
| Morwen                   |                                            | Robyn Malcolm                 |                                     |
| Théoden                  |                                            | Bernard Hill                  | Bernard Hill                        |
| Théodred                 |                                            | Paris Howe Strewe             |                                     |
| Lavskägge                |                                            | John Rhys-Davies (r)          | John Rhys-Davies (r)                |
| Orthanc och Mordor       |                                            |                               |                                     |
| Sméagol/Gollum           | Andy Serkis                                | Andy Serkis                   | Andy Serkis                         |
| Gorbag                   |                                            |                               | Stephen Ure                         |
| Gothmog                  |                                            |                               | Lawrence Makoare                    |
| Gríma                    |                                            | Brad Dourif                   | Brad Dourif                         |
| Grishnákh                |                                            | Stephen Ure                   |                                     |
| Lurtz                    | Lawrence Makoare                           |                               |                                     |
| Mauhur                   |                                            | Robbie Magasiva               |                                     |
| Saurons språkrör         |                                            |                               | Bruce Spence                        |
| Den enda ringen          | Alan Howard (r)                            |                               | Alan Howard (r)                     |
| Saruman                  | Christopher Lee                            | Christopher Lee               | Christopher Lee                     |
| Sauron                   | Sala Baker                                 |                               | Sala Baker                          |
| Shagrat                  |                                            |                               | Peter Tait                          |
| Sharku                   |                                            | Jed Brophy                    |                                     |
| Snaga                    |                                            | Jed Brophy                    |                                     |
| Uglúk                    |                                            | Nathaniel Lees                |                                     |
| Häxmästaren av Angmar    | Shane Rangi Brent McIntyre Andy Serkis (r) |                               | Lawrence Makoare Andy Serkis (r)    |
| Historiska figurer       |                                            |                               |                                     |
| Déagol                   |                                            |                               | Thomas Robins                       |
| Elendil                  | Peter McKenzie                             |                               |                                     |
| Gil-galad                | Mark Ferguson                              |                               |                                     |
| Isildur                  | Harry Sinclair                             |                               | Harry Sinclair                      |

## Efterproduktion
Samtliga filmer genomgick ett års efterproduktion inför sina respektive premiärer i december; denna efterproduktion slutfördes någon gång i oktober–november. Produktionsteamet kunde därefter inleda arbetet med nästa film. I slutet av dessa perioder flyttade Jackson till London för att övervaka musikinspelningen, samtidigt som han fortsatte att klippa filmen och höll diskussioner via internetlänk till The Dorchester Hotel, samt en "fat pipe" av Internetuppkoplingar från Pinewood Studios för att titta på specialeffekterna. Han hade en videolänk via Polycom och 5.1 surroundljud för att organisera möten, samt lyssna på ny musik och ljudeffekter var än han var någonstans. De förlängda versionerna låg även de på ett tight schema i början av året för att färdigställa specialeffekter och musik.

### Klippning
För att undvika arbetsbelastning anlitade Jackson olika klippare för varje film. John Gilbert arbetade på den första filmen, Mike Horton och Jabez Olssen på den andra och Jacksons trogne samarbetspartner Jamie Selkirk och Annie Collins på den tredje. Dagliga arbetspass kunde vara upp till fyra timmar, med scener som spelats in 1999–2002 i grova (4½ timmar) sammansättningar av filmerna. Totalt sett redigerades sex miljoner meter av film (över 1,100 miles) ner till de 11 timmar och 23 minuter (683 minuter) som utgör de förlängda versionernas speltid. Detta var det sista momentet av filmernas utformning, där Jackson insåg att det bästa manuset kan vara överflödigt på bioduken, vilket ledde till att han plockade isär scener varje dag från flera tagningar.
Den första filmens klippning gick relativt lättsamt. Jackson kom senare på konceptet med en förlängd version, men efter en förhandsvisning för New Line blev de tvungna att redigera om början till en prolog. De två tornen var känd hos filmteamet som den svåraste filmen att filma, då "den inte hade någon början eller ett slut" och hade problemet med att hoppa mellan de olika historierna. Jackson fortsatte klippa filmen när den delen av schemat officiellt hade slutat, vilket resulterade i att en del scener, däribland reparationen av Andúril, Gollums bakgrundsberättelse och Sarumans död, flyttades över till Konungens återkomst. Sarumans död blev senare bortklippt från bioversionen (men inkluderades i den förlängda versionen) när Jackson inte kände att den startade den tredje filmen tillräckligt effektivt. Likt de övriga delarna av den tredje filmens efterproduktion var klippningsarbetet kaotiskt. Första gången som Jackson såg den färdiga filmen var vid premiären i Wellington.
Flera av de filmade scenerna förblev oanvända, även i de förlängda versionerna. Reklammaterial för Sagan om ringen innehöll en attack av orcher från Moria mot Lothlórien efter att brödraskapet lämnar Moria, som i den färdiga filmen ersattes med en mer spännande entré för brödraskapet. Andra scener som klipptes bort var bitar ur boken, däribland Frodo när han får se mer av Midgård vid Parth Galen och en förlängd version av Elronds råd, samt nya scener med en attack mot Frodo och Sam vid floden Anduin av en Uruk-hai. Den största klippningen för De två tornen var en scen där Arwen och Elrond besökte Galadriel i Lothlórien, och där Arwen sedan ledde alvernas förstärkning till Helms klyfta. Denna scen och en flashback till Arwen och Aragorns första möte klipptes bort under en revidering av filmens handling, där alvernas medverkan förklarades genom en telepatisk kommunikation mellan Elrond och Galadriel.
Éowyn skulle ha haft en större roll i försvarandet av flyktingarna i Glittrande grottorna från Uruk-haierna, medan Faramir i Osgiliath skulle ha haft en vision av Frodo där han blivit som Gollum, och Frodo och Sam skulle ha haft en förlängd stridsscen. Två scener som filmades för Konungens återkomst var med i boken; Sam använder Galadriels flaska för att passera väktarna vid Cirith Ungol, samt mer material till epilogen, däribland scener som förklarar vad som hände med Legolas och Gimli, Éowyn och Faramirs bröllop och Aragorns död och begravning. Sauron skulle ha stridit mot Aragorn vid Svarta porten, men när Jackson tyckte att scenen var olämplig valde man istället att använda ett datoranimerat troll. För att ge kontext till Ormtungas mord på Saruman och att Legolas i sin tur dödar honom, skulle det ha avslöjats att Ormtunga hade förgiftat Théodred. Den sista scenen som klipptes bort var när Aragorn får sin rustning utprovad inför Slaget vid den Svarta porten av trilogins smeder, vilket även var den sista scenen som filmades under filminspelningen. Peter Jackson har angett att han gärna vill inkludera några av dessa oanvända scener i en framtida släpp av en "ultimat version", där även bloopers ska ingå.

### Musik
Howard Shore komponerade, orkestrerade, framförde och producerade trilogins musik. Han anlitades i augusti 2000 och besökte inspelningarna, samt fick se sammanställda versioner av Sagan om ringen och Konungens återkomst. I musiken inkluderade Shore flera ledmotiv för att representera olika personer, kulturer och platser. Till exempel fanns det ledmotiv till hobbitarna och hela Fylke. Trots att delar av den första filmens musik hade spelats in i Wellington, spelades hela trilogins musik in i Watford Town Hall och mixades vid Abbey Road Studios. Jackson hade planerat att delta och ge råd i musikarbetet under sex veckor varje år i London, i De två tornens fall blev detta dock tolv veckor. Då han är ett stort Beatlesfan lät Jackson göra en fotohyllning vid det berömda övergångsstället.
Musiken framförs till största delen av London Philharmonic Orchestra; flera artister som till exempel Ben Del Maestro, Enya, Renée Fleming, James Galway, Annie Lennox och Emilíana Torrini bidrog till projektet. Även skådespelarna Billy Boyd, Viggo Mortensen, Liv Tyler, Miranda Otto (endast förlängda versionen för de två senare) och Peter Jackson (för ett gångslag i den andra filmen) bidrog till musiken. Fran Walsh och Philippa Boyens skrev texter till olika melodier och sånger, och David Salo översatte dessa till Tolkiens språk. Den tredje filmens sista sång, "Into the West" var en hyllning till en ung filmskapare vid namn Cameron Duncan som Jackson och Walsh hade lärt känna, och som dog i sviterna av cancer 2003.
Shore komponerade ett huvudtema till Brödraskapet istället för att ha flera olika teman för samtliga medlemmar, och dess styrka och svaghet i volym avbildas vid olika tidpunkter i trilogin. Vid sidan av detta tema komponerade han individuella teman för att representera olika kulturer. Något som blev ökänt var att mängden musik Shore var tvungen att skriva varje dag ökade dramatiskt till runt sju minuter för den tredje filmen.

### Ljud
Ljudteknikerna tillbringade den tidigare delen av året med att försöka hitta de rätta ljuden. En del av dem, som till exempel djurljud (däribland tigrar och valrossar), köptes in. Människoröster användes också: Fran Walsh bidrog med Nazgûl-skriket och David Farmer med vargarnas ylanden[källa behövs]. Andra ljud var oväntade: Vingbestarnas skrik är hämtade från en åsna och mûmakil'ens vrål kommer från början och slutet av ett lejons rytande. I övrigt användes ADR för det mesta av dialogen.
Teknikerna arbetade med den nyzeeländska lokalbefolkningen för att skapa det mesta av ljudet. De spelade in ljud i övergivna tunnlar för att få en ekoliknande effekt i Moria-sekvensen. 20000 cricketfans bidrog till ljudet av Uruk-hai armén i De två tornen, med Jackson som agerade dirigent under pausen till en cricketmatch mellan England och Nya Zeeland vid Westpac Stadium. De tillbringade även en hel del tid nattetid vid en kyrkogård med ljudupptagning. Byggnadsarbetare släppte ner stenblock för att skapa ljuden av de fallande stenblocken i Konungens återkomst. Mixningen ägde rum mellan augusti och november vid "The Film Mix", innan Jackson lät bygga en ny studio 2003. Byggnaden var dock inte helt färdig när de startade mixningen för Konungens återkomst.

### Specialeffekter
Den första filmen har runt 540 effekter, den andra 799 och den tredje 1488 (totalt 2730). Det totala antalet effekter ökade till 3420 i och med de förlängda versionerna. Vid start arbetade 260 visuella effektdesigners med filmserien, men antalet fördubblades med De två tornen. Teamet, under ledning Jim Rygiel och Randy Cook, jobbade i flera timmar, oftast över natten, för att producera specialeffekter inom en kort tidsperiod. Jacksons aktiva fantasi var den drivande kraften i arbetet. Ett exempel var när flera viktiga scener av Helms klyfta producerades under de sista sex veckorna av De två tornens efterproduktion, vilket upprepades på samma sätt under de sex sista veckorna av Konungens återkomsts produktion.

## Utgivning

### Biopremiär
Trilogins promotrailer släpptes på Internet den 27 april 2000 och satte ett nytt rekord i antalet nedladdningar, då 1,7 miljoner träffar registrerades under det första dygnet efter lanseringen. Trailern använde sig bland annat av musik från filmerna Braveheart och Nyckeln till frihet. År 2001 visades 24 minuter av material från trilogin, främst sekvensen i Moria, vid Cannes Film Festival där den blev väl mottagen. Visningen inkluderade även ett område som designats för att efterlikna Midgård.
Sagan om ringen hade premiär den 19 december 2001. Den tjänade 47 miljoner dollar under dess premiärhelg i USA och drog in ungefär 871 miljoner dollar globalt. I slutet av filmens visningar gav en förhandstitt på Sagan om de två tornen strax innan slutet av eftertexterna. En promotrailer släpptes senare och innehöll musik från Requiem for a Dream. De två tornen hade premiär den 18 december 2002. Den tjänade 62 miljoner dollar vid den amerikanska premiären och slog därmed föregångaren, samt drog in 926 miljoner dollar globalt. Promotrailern för Sagan om konungens återkomst släpptes exklusivt den 23 september 2003 som trailer innan filmen Afrikas hemligheter. Filmen hade senare premiär den 17 december 2003, då den under den första helgen i USA drog in 72 miljoner dollar och blev den andra filmen (efter Titanic) att tjäna över 1 miljard dollar globalt.

### DVD och Blu-ray
Varje film släpptes som standard i två-disk version på DVD och innehöll förhandsmaterial av nästa film. Framgången med bioversionerna ledde till utgivningen av en förlängd version uppdelad på fyra skivor, med en ny klippning, fler specialeffekter och musik. De förlängda versionerna av filmerna och extramaterialet var spridda över två skivor och släpptes även i en begränsad samlarutgåva. Sagan om ringen släpptes den 12 november 2002 och innehöll bland annat 30 minuter mer material, en Alan Lee-målning föreställande Brödraskapet som går in i Moria, samt Morias port på baksidan och ett bokstöd som föreställde en Argonath (som kom med samlarutgåvan). Sagan om de två tornen släpptes den 18 november 2003 och innehöll 44 minuter extramaterial, en Lee-målning av Gandalf den vites entré, medan samlarutgåvan innehöll en staty av Sméagol, med en staty av Gollum tillgänglig för försäljning under en begränsad tid.
Sagan om konungens återkomst släpptes den 14 december 2004 och innehöll 52 minuters extra filmmaterial, en Lee-målning av de Grå hamnarna och en modell av Minas Tirith i samlarutgåvan, samt med Minas Morgul som var tillgänglig för försäljning under en begränsad tid. De förlängda versionerna inkluderade även kartor över Brödraskapets resor. De har också visats på bio: den mest kända visningen var den 16 december 2003, då en maratonföreställning hölls (under namnet "Trilogy Tuesday") och som kulminerade under sen eftermiddag med en visning av den tredje filmen. Deltagarna vid "Trilogy Tuesday" fick en begränsad utgåva; en minnessak från Sideshow Collectibles som innehöll en slumpmässig bildruta från de tre filmerna. Den kompletta utgåvan släpptes på sex skivor den 14 november 2006.
Warner Bros. släppte trilogins bioversioner på Blu-ray i en samlarbox den 6 april 2010. Den förlängda versionen av trilogin släpptes på Blu-ray för förhandsförsäljning på Amazon.com i mars 2011 och släpptes den 28 juni 2011. Varje films förlängda Blu-ray version är identisk med DVD-utgåvan; där speltiden inkluderar en tillagd sekvens som listar namnen på medlemmarna i "Lord of the Rings fan-club" som bidragit till projektet.
| Film                         | Bioversionens speltid (minuter) | Förlängda versionens speltid (minuter)  | Förlängda Blu-ray-versionens speltid (minuter) |
| ---------------------------- | ------------------------------- | --------------------------------------- | ---------------------------------------------- |
| Sagan om ringen              | 178                             | 208 (228 med ytterligare krediteringar) | 208 (228 med ytterligare krediteringar)        |
| Sagan om de två tornen       | 179                             | 222 (236 med ytterligare krediteringar) | 222 (236 med ytterligare krediteringar)        |
| Sagan om konungens återkomst | 201                             | 264 (277 med ytterligare krediteringar) | 264 (277 med ytterligare krediteringar)        |

## Ekonomi
Trilogin har vunnit stora, finansiella framgångar. Alla tre filmer finns att hitta på listan över de mest inkomstbringande filmerna någonsin, där Sagan om konungens återkomst med sin tredjeplats har den bästa placeringen. De andra två filmerna är placerande på plats 8 och 15. Sammanlagt har filmerna bringat in 2 914 933 227 dollar.

## Priser och utmärkelser
Filmerna om Härskarringen har sammanlagt blivit nominerade till 30 stycken Oscars, varav de har vunnit 17 (rekord för en filmtrilogi). Den tredje och sista filmen, Sagan om konungens återkomst, vann alla kategorier den var nominerad i och tangerade även med sina 11 statyetter rekordet för flest Oscars för en och samma film. Trots de stora framgångarna har ingen av skådespelarna i någon av de tre filmerna belönats med en Oscar. Ian McKellen var dock nominerad till Bästa manliga biroll för sin insats i Sagan om ringen.

## Prequel
Peter Jackson regisserade tre filmer baserade på Tolkiens barnroman Bilbo – En hobbits äventyr (1937). Den första filmen med titeln Hobbit: En oväntad resa hade premiär den 12 december 2012. Den andra filmen med titeln Smaugs ödemark hade premiär den 11 december 2013, medan den tredje med titeln Femhäraslaget hade premiär den 9 december 2014. Flera av skådespelarna från Sagan om ringen repriserade sina roller, däribland Ian McKellen, Andy Serkis, Hugo Weaving, Elijah Wood, Ian Holm (som en gammal Bilbo), Christopher Lee, Cate Blanchett och Orlando Bloom.